# Holgi – Der böseste Junge der Welt
Holgi – Der böseste Junge der Welt ist ein deutscher Spielfilm aus dem Jahr 1999 von Philipp Weinges und Günter Knarr unter Regie von Günter Knarr. In den Hauptrollen spielten Konstantin Prochorowski und Marco Girnth.

## Handlung
Der elfjährige Holgi, der ein raffinierter, ekelhafter Bengel ist, lebt mit seinem älteren Bruder Max ohne Eltern auf einem heruntergekommenen Bauernhof. Vor kurzem ist die Mutter verschwunden, einen Vater gibt es schon lange nicht mehr. Die Waisen wollen nicht arbeiten, und so stellt Max seinen kräftigen Körper älteren Frauen zur Verfügung, um den gemeinsamen Lebensunterhalt zu verdienen. Wenn sich einmal eine der Verehrerinnen auf den Hof verirrt, schreckt Holgi vor keiner Bosheit zurück, um sie zu vertreiben.
Als eines Tages die schöne Rosa in das Leben der Brüder kommt und Max zum Vater macht, schlägt Holgi und versucht mit mörderischen Mitteln, das Mädchen loszuwerden.  Bald werden auch Hinweise auf frühere Untaten von ihm gefunden.

## Kritiken
„Horrorkomödie um kindliche Verlustängste, die sich in einem überzogenen Katastrophenszenario, dem Haus, Hof und Familie geopfert werden, Luft verschafft. Dabei spielt der vermeintliche Spaßfaktor eine wesentlich größere Rolle als die ernsthafte Auseinandersetzung mit den Problemen des Jungen.“

## Erstaufführung
Die Uraufführung fand im Juli 1999 in München zum Fantasy Filmfest statt.